# George Balint
George Balint (* 11. února 1961 v Târgoviște; † 30. srpna 2019 v Bukurešti) byl rumunský hudební skladatel, klavírista a dirigent.

## Život
George Balint navštěvoval v letech 1976 až 1980 klavírní třídu Huby Bertalana na hudebním lyceu v Ploješti. Poté studoval na konzervatoři Ciprian Porumbescu v Bukurešti, kde se věnoval kompozici u Ștefana Niculesca, orchestraci u Nicolae Beloiua a Tiberiu Olaha, harmonii u Alexandra Pașcanua, dirigování u Constantina Bugeana a Iosifa Conty a studiu partitur u Józsefa Csirea.
V roce 1986 zahájil doktorandské studium hudební vědy u Anatola Vierua a Octaviana Nemesca. Později (v letech 2000–2001) absolvoval magisterské studium dirigování u Cristiana Brâncușiho.
Od roku 1990 do roku 1994 působil jako asistent na hudební akademii v Bukurešti. V letech 1997 až 2000 byl uměleckým ředitelem rumunské Národní opery. Od roku 2000 pracoval jako spolupracovník hudební redakce Radiodifuziunea Română v Bukurešti a od roku 2001 byl uměleckým poradcem a dirigentem v Teatrul Național de Operetă "Ion Dacian".

## Dílo
- Suite pentru pian pe teme populare Românești, 1982
- Toamna – cyklus písní na verše George Bacovie, 1982
- Sonáta pro klarinet a klavír, 1983
- Peisaj – cyklus písní na verše George Bacovie, 1983
- Smyčcový kvartet, 1984
- Plumb – cyklus písní na verše George Bacovie, 1984
- Povestea unei aripi pro septet klarinetů, 1985
- Lacustra – oratorium pro baryton, smíšený sbor a orchestr, 1986
- Amphion pro kytaru, 1987
- Varis pro violoncello a bicí, 1987
- Trio pro flétnu, hoboj a fagot, 1988
- Istorie pro komorní orchestr, 1988
- Sărbătoarea Bradului – cyklus chorálů, 1989
- Focul viu pro klarinet a bicí, 1990
- Întâlnirea pro komorní orchestr, 1991
- Pasul aerului pro instrumentální soubor, 1992
- Klavírní suita, 1992
- Rhoe pro klarinet, housle a klavír, 1994
- de-a sunetele pro recitátora a orchestr na verše Marina Soresca, 1995
- A Bradului pro smíšený sbor, 1995
- Cântecul Zorilor pro orchestr, 1996
- Chemare, 1997
- Puncte pentru Arhimede – tři písně pro soprán a klavír na verše Dorua Râmniceanua, 1997
- Proodos pro kvartet bicích, 1998
- Între Timpuri pro klarinet, housle a klavír, 1999
- A Înserării pro dechový soubor, klavír a bicí, 1999
- Rezonanța – lyrická scéna pro soprán, klarinet a bicí na verše Johanna Wolfganga von Goetha, 1999
- Leagăn de-amurg pro instrumentální soubor, 2000
- Dvě písně na verše Mihai Eminesca, 2000
- TURLE I, II, III – písně pro soprán, housle a klavír na verše Iona Stratana, 2000
- Pe un Poem de Eminescu pro hlas a dva nástroje, 2001
- Ler, Doamne! – triptych pro smíšený sbor, 2001
- Tři madrigaly pro smíšený sbor na verše Mihai Eminesca, 2002
- Dinainte de Trezire pro recitátora, mezzosoprán, bas a instrumentální soubor, 2003
- Odată cu trecerea timpului – trio pro altsaxofon, violu a klavír, 2005
- În faptul unei stări – trio pro hoboj, violu a klavír, 2006
- Înainte de rostire – báseň bez slov pro soprán, altsaxofon a violu, 2008